# آرامگاه حافظ جمال
بقعه حافظ جمال مربوط به سدهٔ ۱۰ ه‍.ق است و در شهرستان میبد، بخش مرکزی، دهستان شهداء، روستای رکن آباد واقع شده و این اثر در تاریخ ۷ اسفند ۱۳۸۶ با شمارهٔ ثبت ۲۱۷۰۴ به‌عنوان یکی از آثار ملی ایران به ثبت رسیده است.
قدمت این بنای تاریخی، با توجه به سبک معماري موجود و مقايسه آن با ساير بناهاي هم دوره اين بنا، متعلق به دوران مياني اسلامي می باشد و به استناد مدارک مربوطه و به گفته ساکنين محل قدمت آن به قرن دهم هجري مي رسد. بناي بقعه حافظ جمال از دو قسمت تشکيل شده است که گنبدخانه قسمت غربي، بخش اصلي آن را تشکيل مي دهد و شامل يک ايوان مرتفع و با شکوه و يک گنبدخانه رفيع که محراب کوچکي نيز دارد، مي باشد. در سمت جنوبي ايوان اصلي، ايوان فرعي کوچکتري قرار دارد که به اتاقي در پشت ختم مي شود. در قسمت جنوبي گنبد خانه اصلي نيز فضايي وجود داشته که تخريب شده و همين تخريب باعث گسستن گنبد خانه از هم و تخريب آن گشته است. شواهد حاکي از آن است که در سمت جلو ايوان، ميانسرايي نيز وجود داشته که اکنون خراب شده است. بخش شرقی نیز دارای ساختاری شامل یک گنبدخانه و سه ایوان می باشد. در بنای این گنبد برای تبدیل زمینه چهار به هشت از گوشه سازی سه کنج استفاده شده و کلیه مصالح استفاده شده در آن از خشت می باشد. این بقعه در سال 1394 مرمت و بازسازی شد که اهم آیتم های مرمتی شامل موارد زيربندي و استحکام بخشي با خشت و ملات گل، شفته ريزي با خاک محل، اجراي ديوار خشتي با ملات گل، اجراي طاق ضربي خشتي با ملات گل، اجراي تويزه به صورت رومي با خشت و ملات گچ، اجراي طاق فيل پوش با خشت و ملات گل، اجراي پالونه با خشت و ملات گل، اجراي کونوشکني با خشت و ملات گل، اجراي اندود کاهگل پشت بام با شيب بندي مناسب و اجراي آجرفرش کف مي باشد.